# メチオニンラセマーゼ
メチオニンラセマーゼ(Methionine racemase、EC 5.1.1.2)は、以下の化学反応を触媒する酵素である。
L-メチオニン {\displaystyle \rightleftharpoons } D-メチオニン
従って、この酵素の基質はL-メチオニンのみ、生成物はD-メチオニンのみである。
この酵素は、異性化酵素、特にアミノ酸やその誘導体に作用するラセマーゼやエピメラーゼに分類される。補因子として、ピリドキサールリン酸を必要とする。